# 度会町
度会町（わたらいちょう）は、三重県の町。度会郡に属す。南勢地域（伊勢志摩）に含まれる。

## 地理
- 河川：宮川、一之瀬川

### 地区
内城田地区（北東部）
- 葛原、大野木、棚橋、牧戸、平生、大久保、立岡、鮠川、下久具、上久具、田間、當津

中川地区（北西部）
- 長原、坂井、麻加江、田口、注連指

小川郷地区（東部）
- 川口、栗原、中之郷、日向、五ケ町、小川、火打石、駒ケ野

一之瀬地区（南部）
- 小萩、柳、市場、脇出、和井野、南中村、川上

### 隣接している自治体
- 伊勢市
- 多気郡多気町、大台町
- 度会郡玉城町、大紀町、南伊勢町

## 歴史

### 町名の由来
郡名の「度会」から（広域地名）。度会村発足時の公募で半数以上が希望した名称であった。

### 沿革
- 1955年（昭和30年）4月1日 - 小川郷村・内城田村・一之瀬村・中川村が合併して度会村が発足。
- 1968年（昭和43年）1月1日 - 度会村が町制施行して度会町となる。

## 人口
| |                                        |  |
| 度会町と全国の年齢別人口分布（2005年） | 度会町の年齢・男女別人口分布（2005年） |  |
| ■紫色 ― 度会町 ■緑色 ― 日本全国 | ■青色 ― 男性 ■赤色 ― 女性              |  |
| 度会町（に相当する地域）の人口の推移 \| 1970年（昭和45年） \| 8,323人 \| \| \| 1975年（昭和50年） \| 8,402人 \| \| \| 1980年（昭和55年） \| 8,730人 \| \| \| 1985年（昭和60年） \| 8,996人 \| \| \| 1990年（平成2年） \| 9,075人 \| \| \| 1995年（平成7年） \| 9,077人 \| \| \| 2000年（平成12年） \| 9,218人 \| \| \| 2005年（平成17年） \| 9,057人 \| \| \| 2010年（平成22年） \| 8,692人 \| \| \| 2015年（平成27年） \| 8,309人 \| \| \| 2020年（令和2年） \| 7,847人 \| \| |                                        |  |
| 総務省統計局 国勢調査より |                                        |  |
| 1970年（昭和45年） | 8,323人                                |  |
| 1975年（昭和50年） | 8,402人                                |  |
| 1980年（昭和55年） | 8,730人                                |  |
| 1985年（昭和60年） | 8,996人                                |  |
| 1990年（平成2年） | 9,075人                                |  |
| 1995年（平成7年） | 9,077人                                |  |
| 2000年（平成12年） | 9,218人                                |  |
| 2005年（平成17年） | 9,057人                                |  |
| 2010年（平成22年） | 8,692人                                |  |
| 2015年（平成27年） | 8,309人                                |  |
| 2020年（令和2年） | 7,847人                                |  |

## 行政

### 歴代町長
- 町長：中村 忠彦

### セキュリティ対策
2006年（平成18年）5月8日、度会町役場は個人情報および公的情報の外部流出を防止するため、全窓口の情報端末に、ハードディスクなどの記憶媒体を搭載せず、USBメモリーなどの可搬記録媒体も利用できないセキュリティーパソコンを採用、さらに登録した職員しか操作できない指静脈認証装置を導入した。二つのセキュリティー対策を組み合わせての実施は全国の自治体で初めてであった。

### 選挙
衆議院議員選挙の選挙区は「三重県第4区」、三重県議会議員選挙の選挙区は「度会郡選挙区」（定数：2）となっている。

## 経済
伊勢茶の生産が盛んであり、度会町で生産された茶が度会茶と呼ばれることもある。

## 教育

### 高校
- 三重県立南伊勢高等学校度会校舎（旧・三重県立度会高等学校）

### 中学校
- 度会町立度会中学校

### 小学校
- 度会町立度会小学校 - 旧内城田小学校の敷地内の一部に度会小学校の増設校舎を建設して開校。

平成20年度より町内すべての小学校（内城田・一之瀬・中川・小川郷）を閉校し、旧内城田小学校の敷地内に度会小学校として併合された。

### 特別支援学校
- 三重県立度会特別支援学校

## 施設

### 日本郵政グループ
（2012年12月現在）
- 日本郵便株式会社
  - 内城田（うちきだ）郵便局（棚橋） - 集配局。
  - 一之瀬郵便局（脇出） - 集配局。
  - 度会中川郵便局（麻加江（まかえ））
  - 度会小川郷（おがわごう）郵便局（中之郷）

各郵便局にはゆうちょ銀行のATMが設置されており、内城田郵便局ではホリデーサービスを実施。

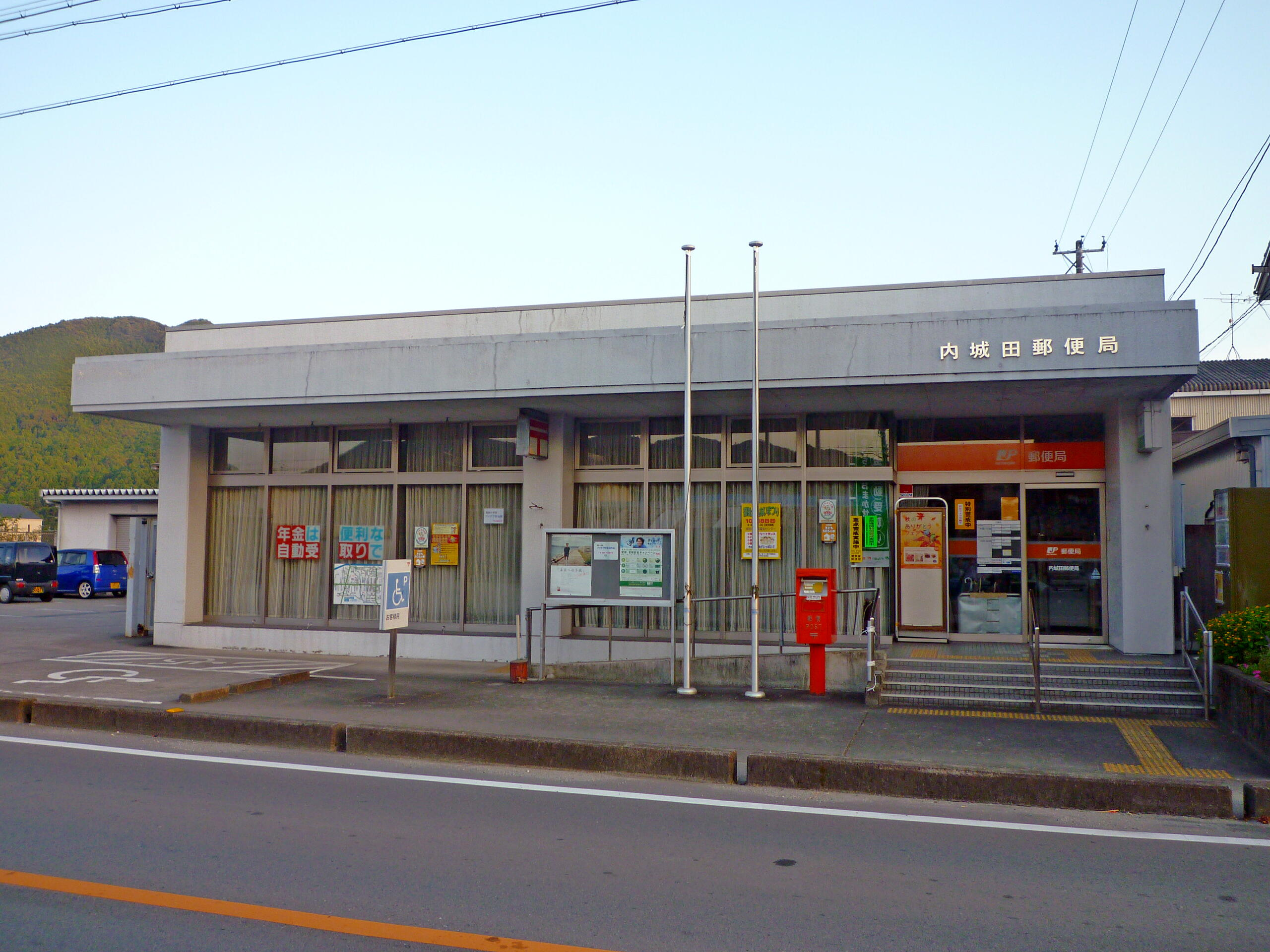
内城田郵便局
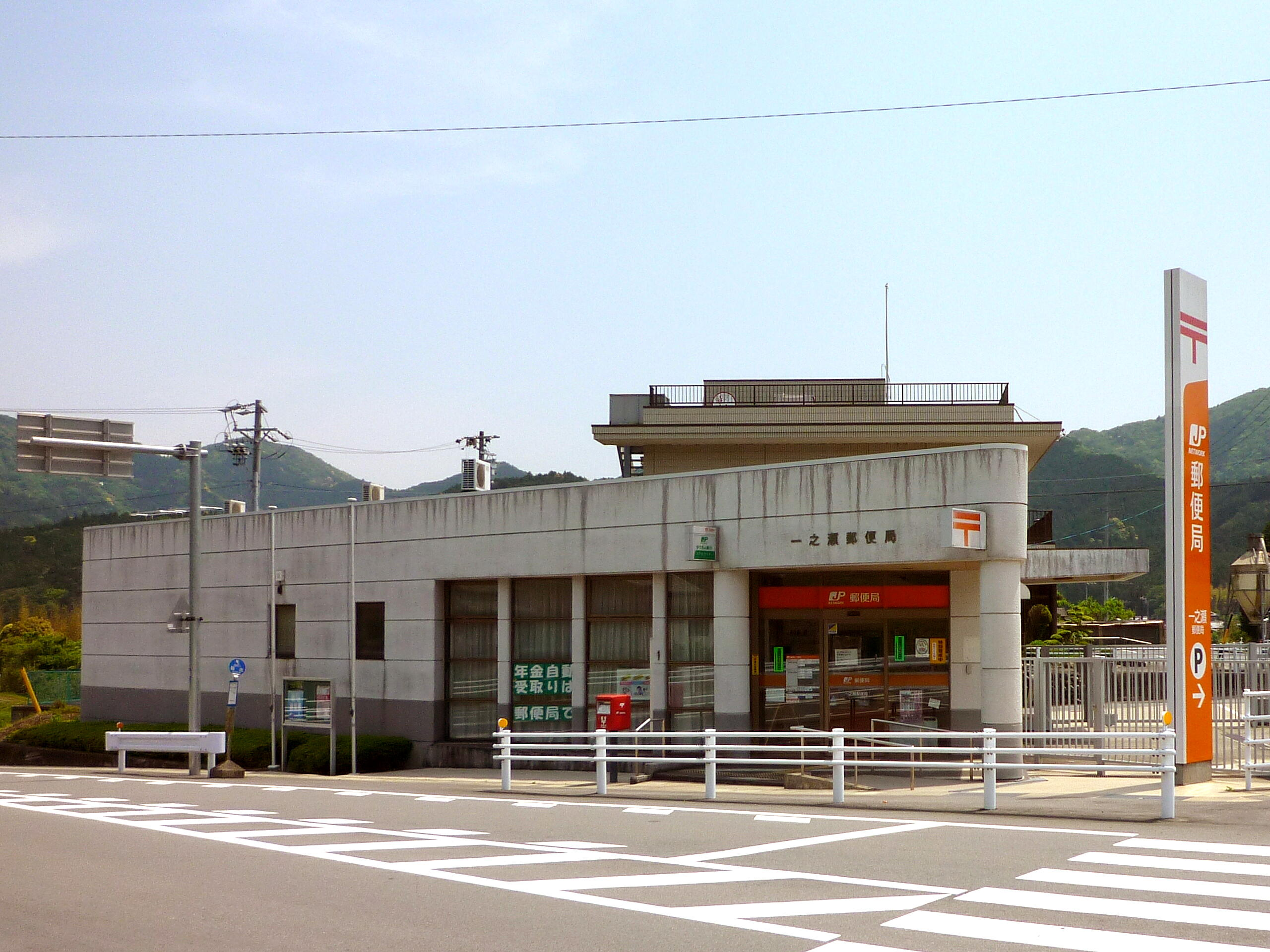
一之瀬郵便局
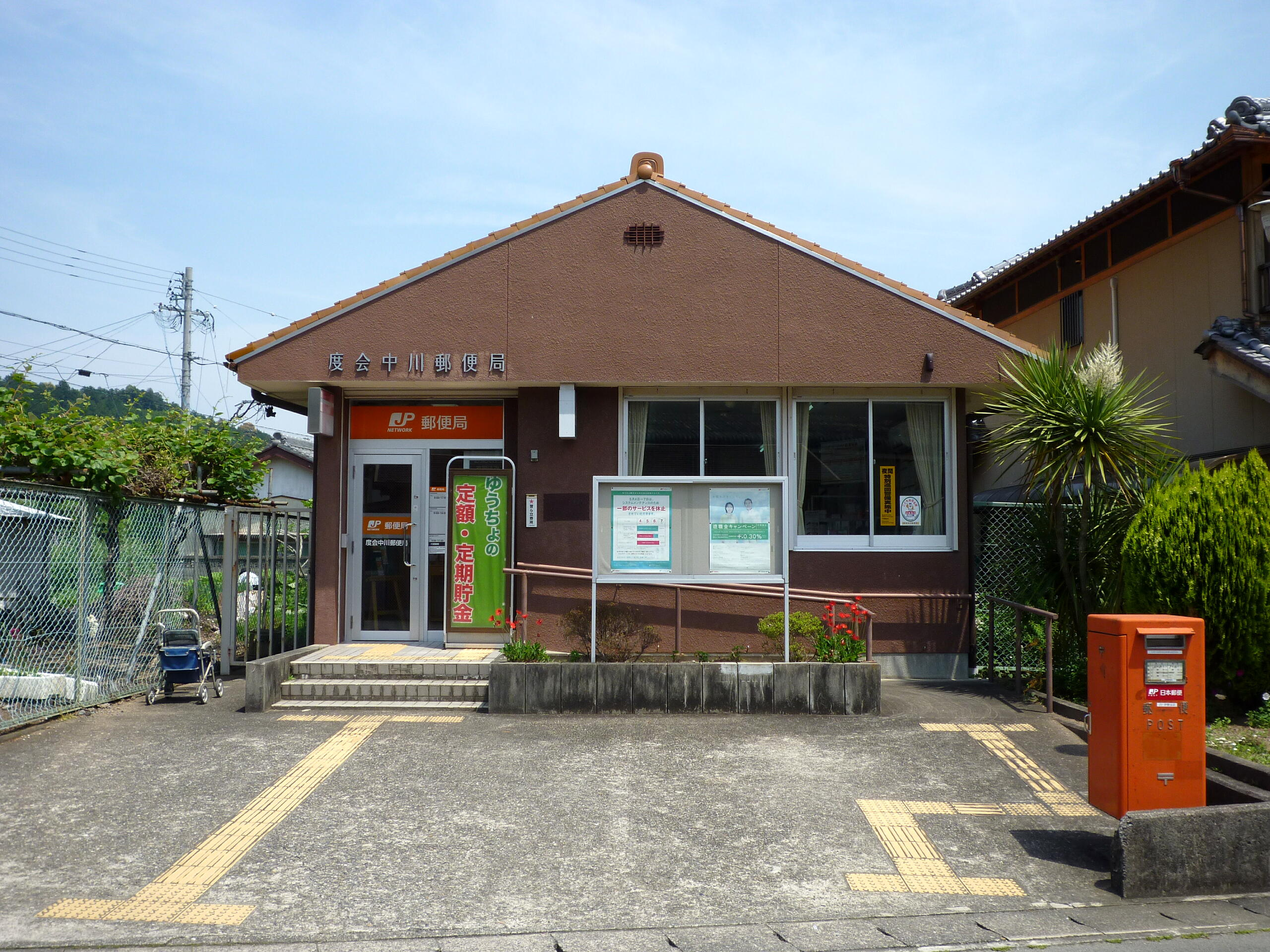
度会中川郵便局
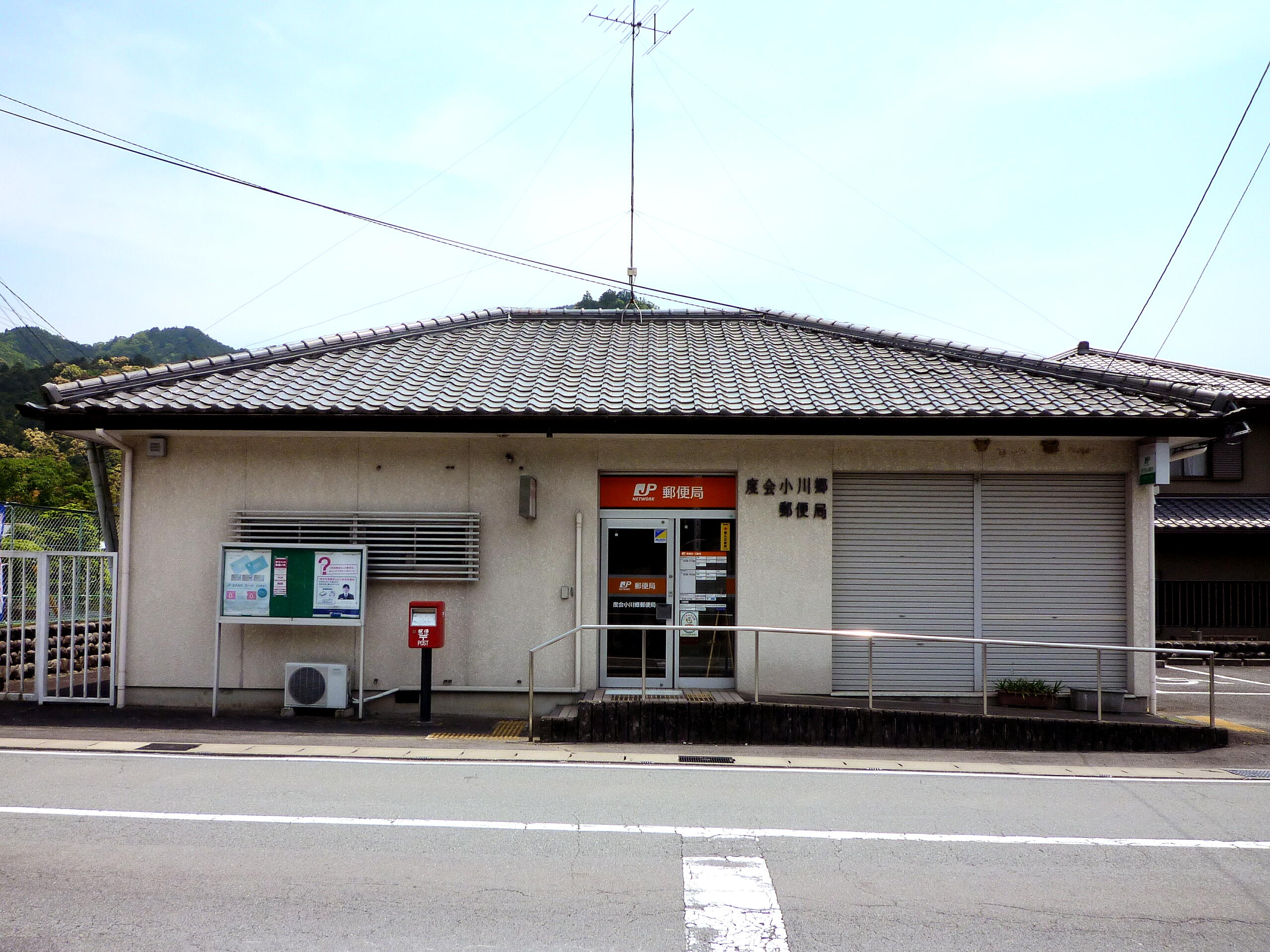
度会小川郷郵便局

※度会町内の郵便番号は北部地域が「516-21xx」（内城田局の集配担当）、南部地域が「516-12xx」（一之瀬局の集配担当）となっている。

## 交通

### 鉄道
町内を鉄道路線は通っていない。鉄道でアクセスする際の最寄り駅は、JR東海参宮線および近畿日本鉄道山田線の伊勢市駅。町へのバスは伊勢市駅のほか近鉄宇治山田駅からも利用可能。

### 路線バス
- 三重交通 - 伊勢市と町を結ぶ路線バスを運行している。当町を経由し南伊勢町まで運行する路線もあるほか、一部の路線は宮川左岸の玉城町域を経由する。
  - 02：浦田町 - 古市街道 - 宇治山田駅前 - 伊勢市駅前 - 大倉うぐいす台 - 大野木 - 度会町役場前
  - 25：伊勢市駅前 - 昼田 - 大野木 - 度会町役場前・田間・注連指
  - 26：伊勢市駅前 - 昼田 - 大野木 - 度会町役場前 - 中村
  - 31：イオン伊勢店 - 伊勢病院前 - 宇治山田駅 - 伊勢市駅前 - 大倉うぐいす台 - 大野木 - 度会町役場前 - 中村 - 南島道方 - 古和
- 度会町営バス - 3路線ありいずれも運行日は週1日で2往復の運行。

### 道路
国道は通っていない。
- 主要地方道
  - 三重県道22号伊勢南島線：町を南北に連絡する幹線道路。
  - 三重県道38号伊勢大宮線：町を東西に連絡する幹線道路。
  - 三重県道65号度会玉城線

- 一般県道
  - 三重県道151号度会大宮線
  - 三重県道169号玉城南勢線
  - 三重県道721号度会南勢線

## 名所・旧跡・観光スポット・祭事・催事

### 名所・旧跡
- 久具都比賣神社
- 森添遺跡

### 観光スポット
- 宮リバー度会パーク
- 遊水プール鏡

### 祭事・催事
- 一之瀬獅子神楽（2月）
- 下久具の獅子頭（2月）
- 棚橋のお頭神事（2月）
- かんこ踊り（8月）
- 宮リバー度会パーク春まつり（4月上旬）
- 宮リバー度会パークジョギング大会（1月下旬）
- 宮リバー度会フェスタ(9月上旬)

## 出身者
- 上村麻衣 - バレーボール選手[5]
- 大西礼芳 - 女優[6]
- 泰道照山